# Blocka La Flame
Blocka La Flame è il singolo di debutto del rapper statunitense Travis Scott, pubblicato il 14 dicembre 2012 come primo estratto dal suo mixtape di debutto Owl Pharaoh.

## Descrizione
Il singolo è stato prodotto da Scott stesso insieme ai produttori discografici statunitensi Mike Dean e Young Chop e scritto da questi con la collaborazione del cantante giamaicano Popcaan.

## Tracce
1. Blocka La Flame – 3:39